# Бенлиахмет
Бенлиахмет (тур. Benliahmet), в прошлом Бегли-Ахмет — деревня в Турции. Находится в районе Селим ила Карс, на левом берегу реки Карс-чая, около которого произошёл кавалерийский бой 18 мая 1877 года.

## География
Деревня Бенлиахмет расположена в 12 км к северо-востоку от города Селим, административного центра района, в 22 верстах к юго-западу от города Карс.

## Население
Численность населения — 976 человек (2209).
Староста деревни — Селхат Коркмаз.

## История
Ночью с 17 на 18 мая 1877 года в ходе русско-турецкой войны командир 2-го дивизиона 16-го драгунского Нижегородского полка майор Керим-бек Новрузов заметив главные силы неприятеля, несмотря на сильный артиллерийский и ружейный огонь, бросился с вверенным ему дивизионом на главное скопище, окружавшее Мусса-Пашу-Кундухова, смял, опрокинул и преследовал его, чем окончательно утвердил победу. Во время этой атаки были отняты у неприятеля 2 орудия и значок Мусса-Паши-Кундухова. 31 июля 1877 года за победу в ночном кавалерийском бою под селением Бегли-Ахмет майор Керим Бек Новрузов был удостоен ордена Св. Георгия Победоносца 4-й степени.